# FAW V5
FAW V5 - седан класу Суперміні, що випускається найстарішим китайським автовиробником First Automotive Works з 2009 року. Продажі в Україні почалися з 2013 року.

## Технічні особливості
Седан побудований на базі Toyota Yaris обладнаний п'ятиступеневою МКПП або МКПП. Двигун VCT-І реалізований в рамках концепції I-SAVE, з «розумною» системою економної витрати палива (E-GAS) і електронною системою управління двигуном (ISS), що забезпечує витрату палива на рівні 5,6 літра бензину на 100 км.
- Розмірність коліс - 175/65 R14
- Передня підвіска - незалежна , Підвіска автомобіля типу "Макферсон"
- Задня підвіска - Напівзалежна з торсіонної балкою і поздовжнім важелем
- Гальмівна система - Гідравлічна, двоконтурна з вакуумним підсилювачем і клапаном розподілу навантаження
- Передні гальма - дискові
- Задні гальма - барабанні

## Оснащення
в Україні автомобіль пропонується в трьох комплектаціях: Comfortable MT, Comfortable Plus MT, Deluxe MT. 
У базовій комплектації окрім традиційного набору опцій включені: 
- Антиблокувальна система (ABS) + Система електричного розподілу гальмівних зусиль (EBD)
- Система допомоги при гальмуванні (BOS)
- Замки задніх дверей із захистом від дітей
- Кріплення для дитячого крісла на задньому сидінні (ISOFIX)
- Кондиціонер
- Центральний замок дверей з дистанційним управлінням
- Електронний іммобілайзер
- Електросклопідйомники передніх дверей
- електропідсилювач керма
- 4 динаміка
- Радіо + USB + CD

## Галерея